# Cal·liminis
Els cal·liminis (Kallimini) són una tribu de lepidòpters papilionoïdeus de la família dels nimfàlids (Nymphalidae), subfamília Nymphalinae.

## Llista de gèneres
- Catacroptera Karsch, 1894
- Doleschallia C. & R. Felder, 1860
- Hypolimnas
- Kallima Doubleday, 1849
- Mallika Collins & Larsen, 1991

En algunes classificacions, Hypolimnas es col·loca en la tribiu Junoniini.